# 1월 28일
1월 28일은 그레고리력으로 28번째(윤년일 경우도 28번째) 날에 해당한다.

## 사건
- 1547년 - 에드워드 6세, 잉글랜드 국왕으로 즉위하다.
- 1637년 - 병자호란, 광교산 전투
- 1932년 - 중국과 일본 간의 제1차 상하이 사변 발발
- 1969년 - 서울에 적설량 25.6cm의 기록적인 폭설이 내리다.
- 1986년 - 챌린저 우주왕복선 폭발사고가 일어남.
- 2009년 - 스리랑카에서 계속된 내전이 격화되어 최근 수백명의 민간인이 사망한 것으로 밝혀졌다.
- 2012년 - 일본 도쿄 인근에서 규모 5.5의 지진이 발생하다.
- 2014년 -
  - 미국 조지아주 상원에서 한반도 동쪽 바다 동해 표기법 결의안을 만장일치로 통과시켰다.
  - 우크라이나의 총리 미콜라 아자로프가 반정부 시위의 여파로 사임하다.

## 문화
- 2007년 - 중화인민공화국 장춘에서 2007년 동계 아시안 게임 개막(~ 2월 4일까지).
- 2010년 -
  - SM엔터테인먼트 소속 그룹 소녀시대, 두번째 정규앨범 "Oh!" 발매.
  - 교황 베네딕토 16세가 김운회(루카) 주교를 천주교 춘천교구장에 임명하였다.
- 2017년 - 2017년 동계 유니버시아드가 알마티에서 개막하였다.

## 탄생
- 1312년 - 나바라 왕국의 여왕 호아나 2세. (~1349년)
- 1457년 - 영국의 국왕 헨리 7세. (~1509년)
- 1540년 - 네덜란드의 수학자 뤼돌프 판 쾰런. (~1610년)
- 1600년 - 제238대 로마의 교황 교황 클레멘스 9세. (~1669년)
- 1693년 - 로마노프 왕조의 4번째 군주 안나 이바노브나. (~1740년)
- 1712년 - 일본 에도 막부의 제9대 쇼군 도쿠가와 이에시게. (~1761년)
- 1768년 - 덴마크와 노르웨이의 국왕 프레데리크 6세. (~1839년)
- 1822년 - 조선 후기의 무신 이재경. (~1902년)
- 1853년 - 쿠바의 혁명가 호세 마르티. (~1895년)
- 1887년 - 폴란드 태생 미국의 피아니스트 아르투르 루빈스타인. (~1982년)
- 1898년 - 대한민국의 의학자 백인제. (~1950년)
- 1899년 - 일본의 법학자 오다카 도모오. (~1956년)
- 1904년 - 대한민국의 정치인 이석주.
- 1905년 - 일본의 연쇄살인자 고다이라 요시오. (~1949년)
- 1912년 - 미국의 추상 표현주의 화가 잭슨 폴록. (~1956년)
- 1914년 - 대한민국의 정치인 이대우. (~2003년)
- 1916년
  - 대한민국의 독립운동가 안진생. (~1988년)
  - 미국의 야구인 밥 먼크리프. (~1996년)
  - 미국의 사진작가, 칼럼니스트 윌리엄 P. 고틀립. (~2006년)
- 1920년 - 일본제국의 군인 가네코 야스지. (~2010년)
- 1925년 - 대한민국의 정치인 박찬. (~2021년)
- 1927년
  - 대한민국의 민주운동가 이문영. (~2014년)
  - 영국의 남성 재즈 트럼페터 겸 재즈 색소포니스트 로니 스콧. (~1996년)
- 1929년 - 미국의 조각가 클라스 올든버그. (~2022년)
- 1935년 - 미국의 배우 니컬러스 프라이어. (~2024년)
- 1936년
  - 미국의 배우 앨런 알다.
  - 알바니아의 소설가 이스마일 카다레. (~2024년)
- 1938년 - 대한민국의 가수 현미. (~2023년)
- 1942년 - 네덜란드의 피겨 스케이팅 선수 샤우크여 데이크스트라. (~2024년)
- 1946년 - 대한민국의 정치인 염동연.
- 1947년 - 스페인의 전 축구 선수, 축구 감독 체추 로호. (~2022년)
- 1949년 - 영국의 이론 물리학자 마이클 제임스 더프.
- 1950년 - 대한민국의 성우 김정호.
- 1952년 - 대한민국의 정치인 강창일.
- 1953년
  - 대한민국의 정치인 김영덕.
  - 대한민국의 양궁인 김기희.
- 1954년
  - 프랑스의 축구 선수 및 축구 감독 브뤼노 메취. (~2013년)
  - 일본의 성우 시오자와 카네토.
- 1955년 - 프랑스의 대통령 니콜라 사르코지.
- 1957년
  - 대한민국의 정치인 김동연.
  - 대한민국의 로마 가톨릭교회 성직자 손희송.
- 1958년 - 대한민국의 공무원 최원영.
- 1962년
  - 대한민국의 배우 김영석.
  - 대한민국의 성우 민응식.
- 1963년 - 일본의 성우 이와츠보 리에.
- 1964년
  - 대한민국의 전 야구 코치, 전 야구 선수 김태원.
  - 대한민국의 배우 박해미.
- 1965년
  - 대한민국의 정치인 여영국.
  - 미국 민주당 소속의 정치인 진 섀힌.
- 1966년
  - 대한민국의 경찰공무원 이대우.
  - 대한민국의 전 배우 황준욱.
  - 대한민국의 정치인 우병우.
- 1968년 - 캐나다의 가수, 작곡가 겸 화가 세라 매클라클런.
- 1972년 - 일본의 야구 선수 신조 쓰요시.
- 1973년 - 대한민국의 야구 해설가, 전 야구 코치, 전 야구 선수 이종열.
- 1974년
  - 대한민국의 가수, 배우 임진웅.
  - 대한민국의 정치인 최선.
- 1975년 - 일본의 성우 카미야 히로시.
- 1976년 - 대한민국의 아나운서 차미연.
- 1978년
  - 이탈리아의 축구 선수 잔루이지 부폰.
  - 세네갈의 축구 선수 파파 부바 디오프.
  - 잉글랜드의 전 축구 선수 제이미 캐러거.
- 1979년
  - 대한민국의 야구 선수 박한이.
  - 대한민국의 범죄심리학자 박지선.
- 1980년
  - 대한민국의 배우 이유리.
  - 대한민국의 배우 장소연.
  - 일본의 축구 선수 엔도 야스히토.
  - 일본의 성우 키무라 마도카.
  - 미국의 싱어송라이터, 댄서, 배우 닉 카터.
- 1981년
  - 대한민국의 배우 오유나.
  - 미국의 배우 일라이저 우드.
  - 일본의 가수 호시노 겐.
- 1983년
  - 일본의 애니메이터 호리구치 유키코.
  - 브라질의 싱어송라이터, 배우 산지 레아 리마.
- 1984년 - 대한민국의 유도 선수 안정환.
- 1985년
  - 미국의 래퍼 제이 콜.
  - 일본의 축구 선수 미야마 아야.
  - 대한민국의 배우 선우.
  - 대한민국의 축구 선수 박성진.
- 1986년
  - 대한민국의 야구 선수 장진용.
  - 대한민국의 배구 선수 이용택. (~2011년)
  - 일본의 게임 개발자, 일러스트레이터 츠나코.
  - 콜롬비아의 정치인 미겔 우리베 투르바이. (~2025년)
- 1987년 - 대한민국의 가수 이슬.
- 1988년
  - 일본의 레슬링 선수 사나다 세이야.
  - 대한민국의 가수 이민희.
  - 대한민국의 축구 선수 추정현.
- 1990년
  - 스웨덴의 축구 선수 칼요한 욘손.
  - 대한민국의 배우 이홍내.
- 1991년
  - 대한민국의 야구 선수 정형식.
  - 대한민국의 야구 선수 김재민.
  - 쿠바의 권투 선수 라사로 알바레스.
- 1992년 - 튀니지의 축구 선수 우사마 하다디.
- 1993년
  - 대한민국의 영화배우 강두리. (~2015년)
  - 대한민국 야구 선수 이태양.
  - 대한민국의 축구 선수 전은하.
  - 영국의 배우 윌 폴터.
- 1994년
  - 대한민국의 아나운서 이영은.
  - 대한민국의 전직 스타그래프트 프로게이머 변현제.
- 1995년 - 일본의 여성 아이돌 니시무라 호노카.
- 1996년 - 일본의 레슬링 선수 히구치 레이.
- 1997년
  - 대한민국의 인권운동가, 프로게이머 하예나.
  - 중화인민공화국의 바둑 기사 양카이원.
- 1998년 - 미국의 배우 애리얼 윈터.
- 1999년
  - 일본의 축구 선수 아베 히로키.
  - 대한민국의 가수 다은.
  - 대한민국의 바둑 기사 차주혜.
  - 잉글랜드의 가수 하비.
- 2000년 - 세르비아의 축구 선수 두샨 블라호비치.
- 2001년 - 일본의 가수 아라마키 미사키 (HKT48 팀TII, 무시카고).
- 2005년 - 대한민국의 리그 오브 레전드 프로게이머 루시드.

## 사망
- 814년 - 프랑크 왕국의 2대 국왕 샤를마뉴 대제. (742년~)
- 1547년 - 잉글랜드의 국왕 헨리 8세. (1491년~)
- 1621년 - 제233대 로마의 교황 교황 바오로 5세. (1552년~)
- 1754년 - 덴마크, 노르웨이의 작가, 철학자, 소설가, 역사가, 극작가 루드비 홀베르. (1684년~)
- 1794년 - 방데 반란의 지도자 앙리 드 라 로슈자클랭. (1772년~)
- 1939년 - 아일랜드의 시인 W. B 예이츠. (1865년~)
- 1975년 - 체코슬로바키아의 정치인 안토닌 노보트니. (1904년~)
- 1978년 - 영국의 예술사회학자 아르놀트 하우저. (1892년~)
- 1996년 - 슈퍼맨의 원작자 제리 시걸. (1914년~)
- 1998년 - 일본의 만화가 이시노모리 쇼타로. (1938년~)
- 2001년 - 대한민국의 만화가 김종래. (1927년~)
- 2002년
  - 스웨덴의 동화작가 아스트리드 린드그렌. (1907년~)
  - 대한민국의 정치인 이주일. (1918년~)
- 2016년 - 미국의 가수 폴 캔트너. (1941년~)
- 2019년 - 대한민국의 인권운동가, 일본군 위안부 피해자 김복동. (1926년~)
- 2020년
  - 멕시코의 야구 선수 나르시소 엘비라. (1967년~)
  - 미국의 모델, 영화배우 다이안 손. (1932년~)
- 2021년
  - 대한민국의 정치인 강병기. (1960년~)
  - 미국의 영화배우 시실리 타이슨. (1924년~)
  - 네덜란드의 화학자 파울 크뤼천. (1933년~)
- 2022년
  - 대한민국의 교육학자 정범모. (1925년~)
  - 미국의 영화배우 도널드 메이. (1927년~)
- 2023년
  - 미국의 가수 배럿 스트롱. (1941년~)
  - 미국의 가수 톰 벌레인. (1949년~)
  - 이탈리아의 정치인 카를로 타베키오. (1943년~)
- 2024년
  - 대한민국의 법조인 강철구. (1942년~)
  - 대한민국의 언론인 이민희. (1941년~)
  - 대한민국의 기업인 이영호. (1976년~)
  - 대한민국의 가수 정선연. (1973년~)
  - 파나마의 축구 선수 루이스 테하다. (1982년~)
- 2025년 - 독일의 영화배우 호르스트 얀존. (1935년~)

## 기념일
- 개인정보 보호의 날(Data Protection Day)
- 한국의 설날 - 1998년, 2017년, 2036년, 2055년

## 같이 보기
- 전날: 1월 27일 다음날: 1월 29일 - 전달: 12월 28일 다음달: 2월 28일
- 음력: 1월 28일
- 모두 보기